# Taekwondo ai I Giochi olimpici giovanili estivi
Gli incontri di taekwondo ai I Giochi olimpici giovanili estivi si sono disputate dal 15 al 19 agosto 2010 presso il Suntec Singapore International Convention and Exhibition Centre di Singapore. Verranno assegnate medaglie in dieci categorie di peso: cinque maschili e cinque femminili.

## Podi

### Ragazzi
| Evento                  | Oro             | Argento            | Bronzo                              |
| fino a 48 kg (dettagli) | Gili Haimovitz  | Mohammad Soleimani | Lucas Guzman Gregory English        |
| fino a 55 kg (dettagli) | Kaveh Rezaei    | Nursultan Mamayev  | Jia Jun Daryl Tan Quoc Cuong Nguyen |
| fino a 63 kg (dettagli) | Byeong Deok Seo | Mário Silva        | Alejandro Valdés Berk Sungu         |
| fino a 73 kg (dettagli) | Jin Hak Kim     | Aliaskhab Sirazhov | Michel Samaha Maksym Dominishyn     |
| oltre 73 kg (dettagli)  | Chang Liu       | Ibrahim Ahmadsei   | Stefan Bozalo Yazan Alsadeq         |

### Ragazze
| Evento                  | Oro                | Argento           | Bronzo                               |
| fino a 44 kg (dettagli) | Anastasia Valueva  | Iryna Romoldanova | Shukrona Sharifova Seyma Tuncer      |
| fino a 49 kg (dettagli) | Worawong Pongpanit | Dana Touran       | Melanie Phan Jessie Bates            |
| fino a 55 kg (dettagli) | Jade Jones         | Thanh Thao Nguyen | Shafinas Abdul Rahman Jennifer Agren |
| fino a 63 kg (dettagli) | Soo Yeon Jeon      | Antonia Katheder  | Samantha Silvestri Nagore Irigoien   |
| oltre 63 kg (dettagli)  | Shuyin Zheng       | Briseida Acosta   | Yuleimi Abreu Faiza Taoussara        |

## Medagliere
| Posizione | Paese         |    |    |    | Totale |
| --------- | ------------- | -- | -- | -- | ------ |
| 1         | Corea del Sud | 3  | 0  | 0  | 3      |
| 2         | Cina          | 2  | 0  | 0  | 2      |
| 3         | Iran          | 1  | 1  | 0  | 2      |
| 3         | Russia        | 1  | 1  | 0  | 2      |
| 5         | Israele       | 1  | 0  | 0  | 1      |
| 5         | Regno Unito   | 1  | 0  | 0  | 1      |
| 5         | Thailandia    | 1  | 0  | 0  | 1      |
| 8         | Germania      | 0  | 2  | 0  | 2      |
| 9         | Giordania     | 0  | 1  | 1  | 2      |
| 9         | Messico       | 0  | 1  | 1  | 2      |
| 9         | Ucraina       | 0  | 1  | 1  | 2      |
| 9         | Vietnam       | 0  | 1  | 1  | 2      |
| 13        | Kazakistan    | 0  | 1  | 0  | 1      |
| 13        | Portogallo    | 0  | 1  | 0  | 1      |
| 15        | Canada        | 0  | 0  | 2  | 2      |
| 15        | Francia       | 0  | 0  | 2  | 2      |
| 15        | Singapore     | 0  | 0  | 2  | 2      |
| 15        | Stati Uniti   | 0  | 0  | 2  | 2      |
| 15        | Turchia       | 0  | 0  | 2  | 2      |
| 20        | Argentina     | 0  | 0  | 1  | 1      |
| 20        | Cuba          | 0  | 0  | 1  | 1      |
| 20        | Libano        | 0  | 0  | 1  | 1      |
| 20        | Spagna        | 0  | 0  | 1  | 1      |
| 20        | Svezia        | 0  | 0  | 1  | 1      |
| 20        | Tagikistan    | 0  | 0  | 1  | 1      |
| Totale    | Totale        | 10 | 10 | 20 | 40     |